# جائزة إسبانيا الكبرى للدراجات النارية 2007
جائزة إسبانيا الكبرى للدراجات النارية 2007 هو سباق دراجات نارية أقيم بتاريخ 25 مارس 2007 في حلبة خيريز. كان الجولة الثانية من أصل 18 في سباق الجائزة الكبرى للدراجات النارية موسم 2007. فاز الإيطالي فالنتينو روسي بفئة الموتو جي بي بينما جاء الإسباني داني بيدروسا في المركز الثاني وحصل على المركز الثالث الأمريكي كولين إدواردز.

## وصلات خارجية
- الموقع الرسمي